# Edwin Agustín Lozada
Edwin Agustín Lozada (San Fernando, La Unión, 1954) es un editor y escritor filipino principalmente de lengua española, establecido en California (San Francisco).

## Biografía intelectual
Lozada cursó estudios de filología española y música en la universidad estatal de California en San Francisco y en la Complutense de Madrid.
Como escritor es sobre todo autor de poesía en lengua española, en ocasiones autotraducida a su vez a lengua inglesa, dentro de un régimen de internacionalización característico de ciertos intelectuales filipinos emigrados pero que, en el caso de Lozada y otros, así Paulina Constancia, no significa abandono del idioma español sino, antes al contrario, un modo de trabajo e indagación en el mismo como fuente de identidad personal y cultural.
Fue becado (2001) en arte literario por el "San Francisco Individual Artist Commissions".
Es presidente del Philippine American Writers and Artists.
Como editor, Lozada fundó y dirige "Carayan Press" y actualmente edita Revista Filipina, la decana y más importante de las publicaciones filipinas en lengua española, creada y difundida ininterrumpidamente desde 1997.

## Obras principales
- 2001. Sueños anónimos.[6] Poesía
- 2002. Bosquejos.[7] Poesía